# Ranunculus glabrifolius
Ranunculus glabrifolius är en ranunkelväxtart som beskrevs av William Jackson Hooker. Ranunculus glabrifolius ingår i släktet ranunkler, och familjen ranunkelväxter. Inga underarter finns listade i Catalogue of Life.